# Saki Takamuro
Saki Takamuro (japanisch 高室 冴綺 Takamuro Saki; * 2. Januar 1995 in Tokio) ist eine japanische Rollstuhltennisspielerin.

## Karriere
Saki Takamuro begann 2013 mit dem Rollstuhltennis und spielt seit 2014 ITF-Turniere. Sie konnte mehrere Turniere niedrigerer Kategorie im Einzel oder Doppel gewinnen. Bei Grand-Slam-Turnieren ist sie bisher zweimal in Erscheinung getreten – bei den US Open 2022 und den Australian Open 2023 – konnte auf diesem Niveau allerdings keine Partie gewinnen.
Sie nahm für Japan mehrfach am World Team Cup teil und war Teil des Teams, das 2021 hinter den Niederlanden den zweiten Platz belegte.
Saki Takamure ist zweimalige Teilnehmerin bei Paralympischen Spielen. 2021 in Tokio verlor sie in der ersten Runde gegen Kgothatso Montjane, im Doppel erreichte sie an der Seite von Manami Tanaka das Viertelfinale. Das gelang ihr 2024 in Paris ebenfalls, diesmal zusammen mit Momoko Ohtani. Gegen die späteren Silbermedaillengewinnerinnen Diede de Groot und Aniek van Koot verloren sie in zwei Sätzen. Im Einzel konnte sie ihr Auftaktmatch gegen María Florencia Moreno klar in zwei Sätzen gewinnen, bevor sie im Achtelfinale gegen Angélica Bernal chancenlos war.